# Trichorondonia hybolasioides
Trichorondonia hybolasioides är en skalbaggsart som beskrevs av Stefan von Breuning 1965. Trichorondonia hybolasioides ingår i släktet Trichorondonia och familjen långhorningar.
Artens utbredningsområde är Laos. Inga underarter finns listade i Catalogue of Life.